# Juan de Borgoña (1404-1479)
Juan de Borgoña, fue el hijo ilegítimo del duque Juan I de Borgoña, apodado sin miedo, con su amante Inés de Croÿ, hija del señor Juan I de Croÿ. Fue destinado a la carrera eclesiástica, siendo nombrado arzobispo de Tréveris, obispo de Cambrai de 1439 a 1479 y preboste de las Catedrales de San Donaciano y Lille. Fue bisnieto del rey Juan II de Francia y por lo tanto descendiente de la Dinastía de los Capetos.
Fue padre de numerosos hijos ilegítimos; está escrito que celebró una misa en Cambrai en presencia de sus 36 hijos o nietos ilegítimos. Fue, además, uno de los muchos propietarios del Castillo de Horst en el Ducado de Brabante.

## Controversia
Juan tiene una reputación pobre debido a que historiadores han señalado que el obispo participó en la manipulación de la Iglesia por parte de los duques de Borgoña durante su época, siendo su padre acusado de nepotismo y favoritismo al designar a sus familiares y partidarios en obispados, abadías y capítulos para obtener mayor control e influencia sobre la Iglesia. Su padre nombró a su propio canciller obispo de Tournai, a Juan obispo de Cambrai, y el padre de Juan, Felipe, designó a su hijo David obispo de Utrech. Felipe también nombró a los funcionarios eclesiásticos de Tournai, Arrás, Colonia, Besanzón, Autun, Mâcon y Auxerre.

## Nombramiento papal
En 1446, el papa Eugenio IV se vio envuelto en un pequeño cisma en la Iglesia sobre la validez de su papado con el antipapa Félix V. Reconocido por los reyes de Castilla, Francia e Inglaterra, Eugenio tomó medidas para consolidar su apoyo dentro de la Iglesia excomulgando y destituyendo a los partidarios de Félix, incluidos los arzobispos de Tréveris y Colonia y nombró a Juan para ocupar el arzobispado vacante de Tréveris; sin embargo, el nombramiento fue cuestionado.